# Sergei Jurjewitsch Grankin
Sergei Jurjewitsch Grankin (russisch Сергей Юрьевич Гранкин, englische Transkription: Sergey Yuryevich Grankin; * 21. Januar 1985 in Kislowodsk) ist ein russischer Volleyballspieler. Der Zuspieler erzielte einige Erfolge mit der Nationalmannschaft und wurde russischer und deutscher Meister.

## Karriere
Grankin begann seine Karriere im Alter von sieben Jahren. 2001 kam er zu Neftjanik Jaroslawl. Mit den russischen Junioren wurde der Zuspieler 2004 Europameister und 2005 Weltmeister. Anschließend ging er für ein Jahr zu VK Lutsch Moskau. Am 16. Juli 2006 gab er sein Debüt in der A-Nationalmannschaft. Dann wurde er von VK Dynamo Moskau verpflichtet. Im folgenden Jahr erreichte Grankin gleich fünfmal den zweiten Platz. Er stand mit dem Verein, der außerdem Dritter der Champions League wurde, im Pokalfinale und belegte den zweiten Rang in der nationalen Meisterschaft, bevor er mit der Nationalmannschaft in der Weltliga und im World Cup ebenso knapp unterlag wie im Endspiel der Europameisterschaft im eigenen Land. 2008 gelang Dynamo Moskau mit Grankin hingegen das nationale Double. Der Zuspieler nahm am olympischen Turnier in Peking teil und gewann mit Russland die Bronzemedaille. 2010 unterlagen seine Mannschaften in den Endspielen des russischen Pokals, der Champions League und der Weltliga. Ein Jahr später wurde Dynamo wieder Meister und Dritter der Champions League. 2012 siegten die Moskauer im CEV-Pokal. Mit der Nationalmannschaft gewann Grankin bei den Olympischen Spielen in London die Goldmedaille. Im Januar 2019 wechselte Grankin zu den Berlin Recycling Volleys. Mit dem Verein wurde er in der Saison 2018/19 deutscher Meister. In der folgenden Saison gewann er mit den BR Volleys das Finale des DVV-Pokals gegen die SWD Powervolleys Düren und stand beim Saisonabbruch der Bundesliga kurz vor dem Ende der Hauptrunde auf dem ersten Tabellenplatz. In der Saison 2020/21 schieden die Berliner mit ihrem Zuspieler im Viertelfinale des DVV-Pokals aus. Anschließend erreichten sie als Tabellendritter der Bundesliga-Hauptrunde das Playoff-Finale gegen den VfB Friedrichshafen und wurden erneut deutscher Meister. Auch 2022 konnten die Berliner mit Grankin den deutschen Meistertitel verteidigen. Obwohl Grankin in Berlin noch einen Vertrag bis 2023 hatte, kehrte er im Mai 2022 zurück nach Russland zu Fakel Nowy Urengoi.